# سیترینین
سیترینین (به انگلیسی: Citrinin) یک هیدروکسی اسید است که جرم مولی آن ۲۵۰٫۲۴ g/mol می‌باشد. شکل ظاهری این ترکیب، سوزن های زرد-لیمویی است.
سیترینین به عنوان میکوتوکسین در سال 1931 از کشت نوعی قارچ پنی‌سیلیوم جدا شد. میکوتوکسینها به گروهی از سموم گفته میشود که به عنوان متابولیت ثانویه توسط قارچها (به ویژه کپکها) تولید میشوند. 